# Santa Rosa (Oreamuno)
Santa Rosa è un distretto della Costa Rica facente parte del cantone di Oreamuno, nella provincia di Cartago.